# Some Days Are Better Than Others
Some Days Are Better Than Others – piosenka rockowej grupy U2, pochodząca z jej wydanego w 1993 roku albumu, Zooropa. Jest jednym z najdziwniej brzmiących utworów na płycie, ponieważ praktycznie nie występuje w niej dźwięk gitary.
Piosenka jest jedyną z albumu Zooropa, która nigdy nie została zagrana na żywo, od czasu, kiedy zespół wykonał "The First Time" i "The Wanderer" pod koniec 2005 roku.